# 鶴見曹達
鶴見曹達株式会社（つるみソーダ、英文名称Tsurumi Soda Co.,Ltd.）は、かつて存在した苛性ソーダや塩素など電解製品の製造を行う企業。
2002年（平成14年）7月に東亞合成の完全子会社となったが、その後2013年（平成25年）1月には同じく完全子会社の日本純薬と共に東亞合成へ吸収合併された。

## 主な製品・事業
- 苛性ソーダ - 年間生産量12万4千トン。
- 液化塩素 - 年間生産量39,600トン。
- 合成塩酸 - 年間生産量16万2千トン。
- 合成純塩酸 - 年間生産量6千トン。
- 高純度塩酸 - 年間生産量1万2千トン。
- 圧縮水素 - 年間生産量480万立方メートル。
- 塩化第二鉄液 - 年間生産量14万4千トン、単一工場としての出荷量は国内トップクラス[1]。
- 塩化第一鉄液
- 次亜塩素酸ナトリウム - 年間生産量17万4千トン、「ツルクロン」の商品名で、プールの消毒剤などとして使用される。
- 液化塩化水素 - 年間生産量11,760トン、日本で初めて純度99.999%の製品の製造を行う[2]。
- 光触媒コーティング液
- エッチングに使用した塩化第二鉄廃液からの銅やニッケルの回収
- プラント事業

## 沿革
- 1934年（昭和9年）5月 - （旧）鶴見曹達株式会社設立、電解事業開始
- 1942年（昭和17年）7月 - 昭和曹達株式会社（現・東亞合成）と合併
- 1943年（昭和18年）7月 - 昭和曹達と保土谷化学工業の共同出資により、日本航空化学工業株式会社設立。
- 1945年（昭和20年）12月 - （新）鶴見曹達株式会社に商号変更。
- 1952年（昭和27年）5月 - 塩化第二鉄液製造開始
- 1960年（昭和35年）10月 - ツルクロン製造開始
- 1969年（昭和44年）9月 - 圧縮水素製造開始
- 1984年（昭和59年）9月 - 東証二部上場
- 2002年（平成14年）7月 - 株式交換により東亞合成の完全子会社となり、上場廃止。
- 2013年（平成25年）1月 - 日本純薬と共に東亞合成へ吸収合併された[3]。

## 事業所
- 本社、本社工場 - 〒230-0045 神奈川県横浜市鶴見区末広町1-7
- 徳島工場 - 〒771-0143 徳島県徳島市川内町中島575-1（東亞合成徳島工場内）
- 営業部 - 〒105-0004 東京都港区新橋2-12-15